# Palazzo D’Ayala

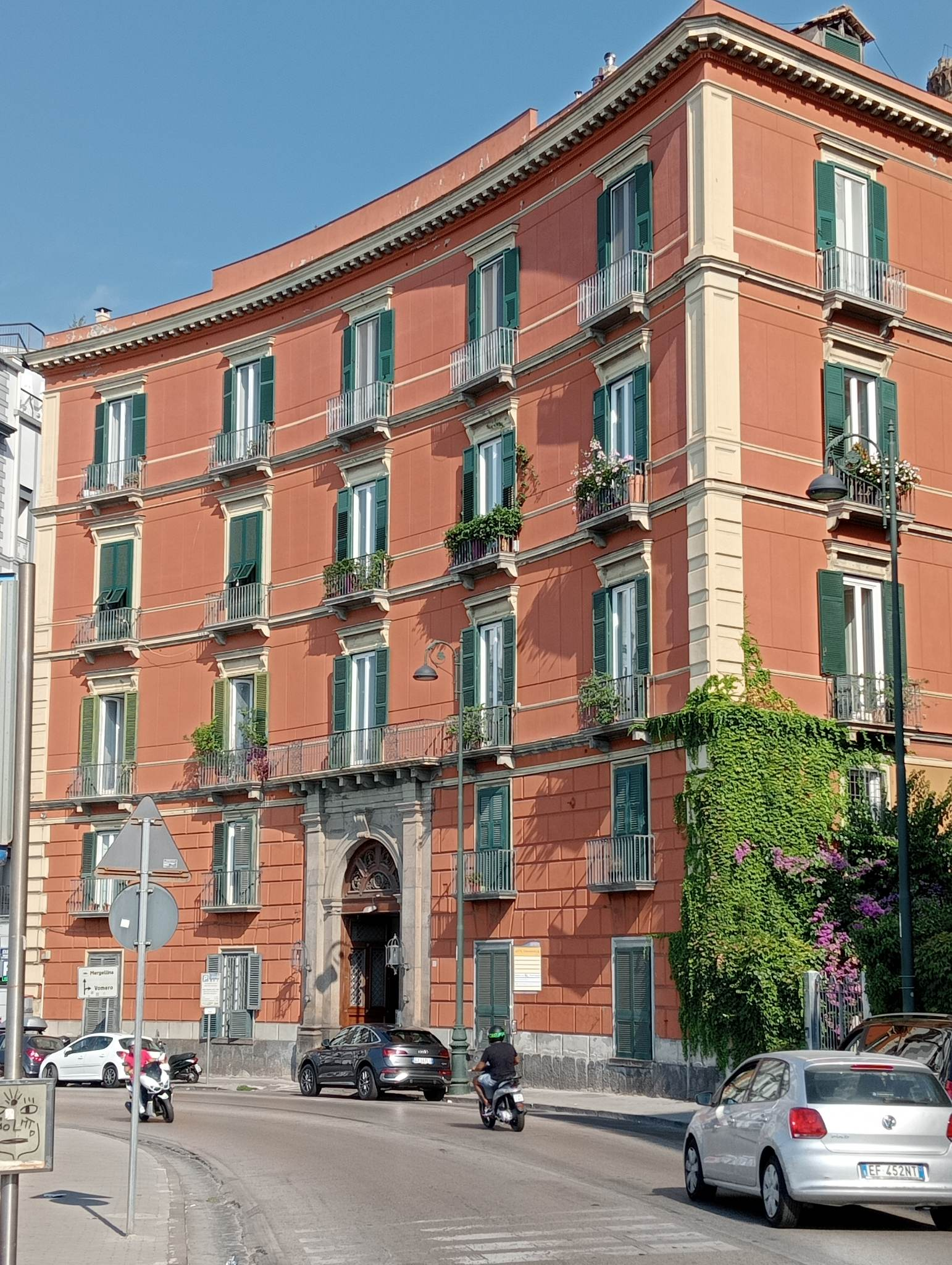
Palazzo D’Ayala in Neapel

Der Palazzo D’Ayala ist ein Palast aus dem 19. Jahrhundert im Viertel Chiaia in Neapel in der italienischen Region Kampanien. Er liegt am Corso Vittorio Emanuele, 137.

## Geschichte und Beschreibung
Der Palast wurde im Auftrag der Adelsfamilie D’Ayala, Markgrafen von Valva, gebaut und 1876 fertiggestellt: Diese Jahreszahl ist auf dem Türstopper am Eingang angebracht. Praktisch ist dieser Palast eines der letzten zivilen Gebäude der Stadt, das im Auftrag eines rein aristokratischen Bauherrn errichtet wurde. Die klassizistische Fassade ist fünf Stockwerke hoch und schließt nach oben mit einem gezahnten Traufgesims ab. In der Mitte der Fassade ist im Erdgeschoss ein hohes Portal aus Piperno eingebaut, das aus einem Rundbogen, flankiert von zwei Lisenen, besteht, und als Schlussstein eine Ziervolute hat. Durch den Empfangssalon gelangt man in den Innenhof, der ein Dach aus Glas und Eisen hat und in dessen hinterem Teil sich eine offene Treppe mit einem Korbbogen pro Stockwerk befindet; alle diese Bögen sind durch Glasfenster verschlossen. Unter dieser Treppe gibt es einen Gang, der zu einem kleinen, rückwärtigen Raum führt, der in Kontakt mit einer Tuffwand ist, über der sich der Parco Grifeo befindet.
1904 beauftragte die Familie D’Ayala den Bau einer Kapelle mit einer mit Mosaik geschmückten Apsis neben dem Palast.
Heute ist der Palast ein privates Mietshaus in exzellentem Erhaltungszustand.